# David Gyasi
David Gyasi (nacido el 2 de enero de 1980)  es un actor inglés. Gyasi nació en Hammersmith,   Londres. Su primer papel relevante en una película fue en Cloud Atlas (2012), en la que los críticos alabaron su actuación como Autua. La revista Wired dijo "La poderosa toma de Gyasi el polizón Autua  Moriori fue la actuación más llamativa de la película".

## Filmografía

### Películas
| Año  | Título                       | Papel                         | Notas |
| ---- | ---------------------------- | ----------------------------- | ----- |
| 2003 | What a Girl Wants            | Miembro de la banda de Ian    |       |
| 2005 | Beyond the Gates             | François                      |       |
| 2006 | Shoot the Messenger          | Timothy                       |       |
| 2012 | Red Tails'                   | Cabo                          |       |
| 2012 | The Dark Knight Rises        | Prisionero Skinny             |       |
| 2012 | Cloud Atlas                  | Autua, Lester Rey, Duophysite |       |
| 2014 | Interstellar                 | Romilly                       |       |
| 2018 | Aniquilación                 | Daniel                        |       |
| 2018 | Hunter Killer                | COB Wallach, USS Arkansas     |       |
| 2019 | Cold Blood (film)            | Malcolm                       |       |
| 2019 | Maleficent: Mistress of Evil | Percival                      |       |
| 2019 | Hell on the Border           | Bass Reeves                   |       |
| 2020 | Érase una vez                | Capitán Hook                  |       |
| 2021 | Ear for Eye                  | Padre EEUU                    |       |

### Televisión
| Año       | Título                              | Papel                                                | Notas                 |
| --------- | ----------------------------------- | ---------------------------------------------------- | --------------------- |
| 2003      | Goal                                | Joe Saunders                                         | 1 episodio            |
| 2003-4    | Casualty                            | Bryce                                                | 2 episodios           |
| 2004      | Murder City                         | Reportero                                            | 1 episodio            |
| 2004      | William and Mary                    | Policía                                              | 1 episodio            |
| 2005      | Sea of Souls                        | Lucas Hegarty                                        | 2 episodios           |
| 2005      | Dream Team                          | Marlon                                               | 1 episodio            |
| 2005      | No Angels                           | Leonard                                              | 1 episodio            |
| 2005      | The Brief                           | DS Kitson                                            | 1 episodio            |
| 2005      | Mike Bassett: Manager               | Jeremy Hands                                         | 5 episodios           |
| 2005      | The Bill                            | Jason Fielding                                       | 1 episodio            |
| 2006      | Torchwood                           | Paciente del hospital                                | 1 episodio            |
| 2007      | Coming Up                           | Marlon                                               | 1 episodio            |
| 2007      | Silent Witness                      | DS Ian Cross                                         | 1 episodio            |
| 2005-7    | Doctors                             | Joe Fisher / Sean Foster                             | 2 episodios           |
| 2008      | Walking the Dead                    | Charlie Ayanike                                      | 2 episodios           |
| 2008      | Apparitions                         | Padre Daniel                                         | 2 episodios           |
| 2009      | Demons                              | Profesor de física                                   | 12 episodios episodio |
| 2009      | Law & Order: UK                     | Lennie Gaines                                        | 1 episodio            |
| 2009      | Murderland                          | Will                                                 | 2 episodios           |
| 2010      | Holby City                          | Moses Abebe                                          | 1 episodio            |
| 2012      | White Heat                          | Victor                                               | 6 episodios           |
| 2012      | Doctor Who                          | Harvey                                               | 1 episodio            |
| 2016      | Containment                         | Lex Carnahan                                         | Elenco principal      |
| 2017      | Man in an Orange Shirt              | Steve                                                | 1 episodio            |
| 2018      | Troya: La caída de una ciudad       | Aquiles                                              | 8 episodios           |
| 2019-2023 | Carnival Row                        | Agreus Astrayon                                      | Elenco principal      |
| 2020      | The A Word                          | Ben                                                  | 5 episodios           |
| 2022      | The Sandman                         | The Grey Cat                                         | 1 episodio            |
| 2022      | The Bastard Son & The Devil Himself | Marcus Edge                                          | 3 episodios           |
| 2023      | La diplomática                      | Secretario de Relaciones Exteriores, Austin Dennison | Elenco principal      |